# Nina von Stauffenberg
Pour les articles homonymes, voir Stauffenberg.
Elisabeth Magdalena « Nina » Schenk comtesse von Stauffenberg, née baronne von Lerchenfeld (27 août 1913 à Kaunas - 2 avril 2006 à Kirchlauter) était l'épouse de Claus von Stauffenberg, personnage clé du complot du 20 juillet 1944 contre Adolf Hitler.

## Enfance
Elle eut cinq enfants avec Claus : Berthold Maria (1934), Heimeran (1936), Franz-Ludwig (1938), Valerie von l'Estocq (1940–1966) et Konstanze (1945).

## Biographie
Inquiétée après l'attentat, au nom de la Sippenhaft, Nina von Stauffenberg était enceinte au moment du décès tragique de son mari. Elle donna naissance à son cinquième enfant, Konstanze, en janvier 1945, alors qu'elle était emprisonnée dans un centre de maternité nazi à Francfort-sur-l'Oder. Cette même année, sa mère, Anna, mourut dans un camp soviétique. Ses enfants seront placés dans un orphelinat, à Bad Sachsa, sous le nom de « Meister ».
À la fin de la Seconde Guerre mondiale, Nina fut transférée dans la province italienne du Sud Tyrol, détenue comme otage. Après la guerre, elle retrouvera ses enfants et sa famille dans la propriété familiale de Lautlingen (Bade-Wurtemberg).

## Filmographie
- Walkyrie (2008), de Bryan Singer, où Nina von Stauffenberg est interprétée par Carice van Houten.